# Mabuya wrightii
Mabuya wrightii är en ödleart som beskrevs av  George Albert Boulenger 1887. Mabuya wrightii ingår i släktet Mabuya och familjen skinkar.

## Underarter
Arten delas in i följande underarter:
- M. w. ilotensis
- M. w. wrightii